# Monotoma gotzi
Monotoma gotzi es una especie de coleóptero de la familia Monotomidae.

## Distribución geográfica
Habita en Austria Dinamarca y Liechtenstein.